# Freddie Tuilagi
Lauaki Fereti Tuilagi, detto Freddie (Apia, 9 giugno 1971), è un ex rugbista a 15 e procuratore sportivo samoano, già ala e centro di Leicester, Castres e Cardiff Blues e attivo anche come professionista nel rugby a 13; dopo il ritiro è divenuto procuratore dei suoi fratelli ancora in attività e di altri rugbisti samoani in Europa.

## Biografia
Freddie Tuilagi è il maggiore di sette fratelli, sei dei quali, lui compreso, impegnati nel rugby professionistico: dopo di Freddie, infatti, hanno intrapreso la carriera sportiva Alesana, Henry, Anitele'a e Vavae, tutti rappresentanti Samoa, e il più giovane Manu, internazionale per l'Inghilterra.
Internazionale di rugby a 15 per Samoa già nel 1992, un anno prima era stato convocato per la Coppa del Mondo di rugby 1991 in Inghilterra (il più giovane di quell'edizione della competizione) ma in quell'occasione non scese mai in campo nel corso del torneo.
Tuilagi giunse in Inghilterra dopo la fine della Coppa del Mondo di rugby 1995, in cui disputò un solo incontro, e divenne professionista di rugby a 13 nelle file dell'Halifax (Yorkshire), storica formazione del League britannico, in cui rimase quattro stagioni.
Nel 1999 fu al St. Helens (Merseyside) e nel 2000 tornò al rugby a 15 nelle file del Leicester Tigers, riguadagnando anche il suo posto in Nazionale che aveva abbandonato cinque anni prima.
A Leicester vinse due titoli di campione d'Inghilterra e altrettanti d'Europa, e nel 2004 si trasferì in Galles, al Cardiff Blues in Celtic League; una stagione più tardi passò in Francia al Castres Olympique per un anno, per poi ritirarsi dall'attività nel 2006.
Da dopo il ritiro è divenuto procuratore sportivo; cura gli interessi economici dei suoi fratelli tuttora in attività così come di altri giocatori samoani che militano nei vari campionati europei.

## Palmarès
- Premiership: 2
Leicester: 2000-01,  2001-02
- Heineken Cup: 2
Leicester: 2000-01, 2001-02